# ورقیس
ورقیس (به فرانسوی: Vergheas) یک کمون در فرانسه است که در Canton of Pionsat واقع شده‌است.

## خصوصیات
ورقیس ۷٫۴۵ کیلومترمربع مساحت و ۷۵ نفر جمعیت دارد و ۶۰۲ متر بالاتر از سطح دریا واقع شده‌است.